# Andrea Cozzolino
Andrea Cozzolino (ur. 3 sierpnia 1962 w Neapolu) – włoski polityk, samorządowiec, eurodeputowany VII, VIII i IX kadencji.

## Życiorys
Pod koniec lat 70. należał do założycieli organizacji studentów przeciwko Camorrze. Zaangażował się w działalność młodzieżówki komunistycznej (Federazione Giovanile Comunista Italiana), od 1983 stał na czele jej oddziału w Neapolu i później w obszarze Mezzogiorno. Po rozwiązaniu Włoskiej Partii Komunistycznej należał do Demokratycznej Partii Lewicy, kierował jej regionalnym oddziałem w latach 90.
Działał później w Demokratach Lewicy, z którymi w 2007 przystąpił do Partii Demokratycznej. W 2000 i 2005 był wybierany do rady regionu Kampania. Od 2005 do 2009 pełnił funkcję asesora w zarządzie regionalnym, odpowiadając za rolnictwo i przemysł.
W wyborach w 2009 z listy PD uzyskał mandat posła do Parlamentu Europejskiego VII kadencji. Przystąpił do grupy Postępowego Sojuszu Socjalistów i Demokratów, został członkiem Komisji Budżetowej oraz Komisji Kontroli Budżetowej. W 2014 i 2019 z powodzeniem ubiegał się o reelekcję. W trakcie IX kadencji PE objęty postępowaniem dotyczącym zarzutów korupcji, w związku z tą sprawą w lutym 2023 został zatrzymany.